# Športni Park Domžale
Športni Park Domžale – wielofunkcyjny stadion w mieście Domžale, w Słowenii. Na obiekcie swoje spotkania rozgrywa drużyna NK Domžale. Stadion wybudowano w 1948 roku, ostatnią większą modernizację przeszedł w roku 2005. Obecnie może pomieścić 2813 widzów, posiada bieżnię lekkoatletyczną oraz sztuczne oświetlenie. 7 lutego 2007 roku na stadionie zagrała reprezentacja Słowenii, pokonując towarzysko Estonię 1:0. W 2012 roku obiekt był jedną z aren piłkarskich Mistrzostw Europy do lat 17.